# Art Chapman
Arthur St. Clair Chapman, detto Art (Victoria, 28 ottobre 1912 – Nanaimo, 3 febbraio 1986), è stato un cestista canadese.

## Carriera
Ha vinto la medaglia d'argento con la nazionale di pallacanestro del Canada alle Olimpiadi di Berlino 1936, giocando sei partite.